# Ritratto di Giovanni II Bentivoglio
Il Ritratto di Giovanni II Bentivoglio è un dipinto a tempera su tavola (55x47 cm) di Lorenzo Costa il Vecchio, databile al 1490-1492 circa e conservato nella Galleria degli Uffizi a Firenze.

## Storia e descrizione
L'opera, che si trovava nella collezione Isolani a Bologna, pervenne alla Galleria Palatina di Palazzo Pitti nel 1827, dove lo ricordarono Baruffaldi e Lanzi. Fu in seguito destinato agli Uffizi nel 1919, come importante testimonianza del ferrarese Costa, in particolare della sua fase giovanile.
Giovanni II Bentivoglio è ritratto a mezzo busto, su sfondo scuro, girato di tre quarti verso sinistra, con lo sguardo rivolto allo spettatore. Indossa un vestito nero di rappresentanza, con un'ampia catena che poggia sulle spalle, e una berretta rossa che fa spiccare il volto. Il tratti fisiognomici sono delineati con precisione e incisività, come gli occhi infossati, il naso leggermente arrossato, il mento con i segni della ricrescita della barba. Nell'atteggiamento psicologico legato alla visione diretta dello spettatore negli occhi e nella precisa attenzione al dettaglio si coglie l'influenza di Antonello da Messina.